# Bichancourt
Bichancourt je francouzská obec v departementu Aisne v regionu Hauts-de-France. V roce 2012 zde žilo 1 061 obyvatel.

## Sousední obce
Abbécourt, Autreville, Chauny, Manicamp, Pierremande, Saint-Paul-aux-Bois

## Vývoj počtu obyvatel
Počet obyvatel